# Bzhedugjabl
Bzhedugjabl (del ruso: Бжедугхабль) es un aúl del raión de Krasnogvardéiskoye en la república de Adiguesia de Rusia. Está situado en la orilla derecha del Bélaya, afluente del río Kubán, 19 km al sudeste de Krasnogvardéiskoye y 52 km al noroeste de Maikop, la capital de la república. Tenía 902 habitantes en 2010
Pertenece al municipio de Sadóvoye.

## Historia
Fue fundado en 1871 por colonos circasianos procedentes de los aules Gabukái, Ponezhukái, Pshikuijabl, Kunchukojabl, entre otros. Asimismo participaron en su fundación colonos griegos pónticos procedentes de Grecheskoye (Jadzhijabl) y cherkesogái de Armavir. Su nombre deriva de la subetnia adigué bzhedug.
Entre 1924 y 1929 fue centro administrativo del selsovet homónimo. Posteriormente se agregarían a la composición del aul los jútor Chernogorski y Nizhne-Nazarov.

## Nacionalidades
En 1926 habitaban Bzhedugjabl 661 personas, de las cuales 286 (43.3 %) eran de etnia griega, 115 (17.5 %) eran de etnia armenia y 103 (15.6 %) eran de etnia circasiana.
De los 909 habitantes con que contaba en 2005, 457 (50.3 %) eran de etnia rusa, 256 (28.2 %) eran de etnia kurda, 79 (8.7 %) eran de etnia armenia, 55 (6.1 %) eran de etnia adigué, 22 (2.4 %) eran de etnia ucraniana y 16 (2.8 %) eran de etnia griega.

## Personalidades
- Dmitri Kostanov (1912-1985), escritor y literato soviético adigué.